# Commerce One
Commerce One, Inc. operaba subastas en línea centradas en el comercio electrónico B2B.En el punto más alto de la burbuja puntocom, la compañía tenía una capitalización de mercado de $21,500 millones.
Las tecnologías de la empresa incluían Schema for Object-Oriented XML (SOX), una tecnología de esquemas XML que influyó en el desarrollo del lenguaje de XML Schema del W3C y en la Java Architecture for XML Binding (JAXB).

## Historia
La empresa fue fundada en 1994 como DistriVision por Tom Gonzales y su hijo, Thomas Gonzales Jr.Fue renombrada como Commerce One en 1997, después de que Mark Hoffman se convirtiera en director ejecutivo (CEO).
En enero de 1999, la empresa adquirió Veo Systems a Asim Abdullah por $300 millones.
En noviembre de 1999, la empresa adquirió CommerceBid a Ramesh Balwani por $4.5 millones en efectivo y 785,000 acciones, y se asoció con General Motors para crear un mercado en línea.
En julio de 1999, en su primer día de cotización tras su oferta pública de venta, el precio de las acciones de la empresa aumentó un 190 %.
En septiembre de 2000, la empresa adquirió AppNet por $1,600 millones en acciones.
En diciembre de 2000, la empresa formó Covisint junto con Ford Motor Company, General Motors, Daimler AG, Renault y Nissan. Ford y General Motors recibieron cada una 14.4 millones de acciones de Commerce One, y Commerce One poseía el 2 % de Covisint.
En 2001, el cofundador Thomas Gonzales Jr. murió de un cáncer raro a los 35 años y dejó su participación en la empresa en un fideicomiso destinado a ayudar a personas necesitadas. Posteriormente, su padre fue acusado de mala gestión de los fondos del fideicomiso.La acusación nunca fue probada.
En octubre de 2002, la empresa anunció que planeaba despedir a 400 empleados, el 36 % de su personal.
La empresa se declaró en quiebra el 6 de octubre de 2004 y salió de la quiebra dos meses después.
En diciembre de 2004, una parte del portafolio de patentes de la empresa fue vendida a JGR Acquisitions, una subsidiaria de Novell, por $15.5 millones, y el resto de la empresa fue vendido a ComVest Partners por $4.1 millones.
En febrero de 2006, la empresa fue adquirida por Perfect Commerce.
En julio de 2017, Proactis adquirió Perfect Commerce por $132.5 millones.